# District de Guye
Pour les articles homonymes, voir Guye.
Le district de Guye (古冶区 ; pinyin : Gǔyě Qū) est une subdivision administrative de la province du Hebei en Chine. Il est placé sous la juridiction de la ville-préfecture de Tangshan.